# 亞納科查湖 (瓦伊利艾區)
11°06′53.9″S 76°17′59.3″W / 11.114972°S 76.299806°W
亞納科查湖（Yanaqucha），是秘魯的湖泊，位於該國中部帕斯科大區，由帕斯科省的瓦伊利艾區負責管轄，屬於曼塔羅河流域的一部分，海拔高度4,471米。